# 布尔根 (迈恩-科布伦茨县)
布尔根（德語：Burgen，發音：[ˈbʊʁɡn̩] ⓘ）是德国莱茵兰-普法尔茨州迈恩-科布伦茨县的市镇，总面积11.27平方千米，2023年12月31日总人口为754人。